# Platyrhinus resinosus
Platyrhinus resinosus ist ein Käfer aus der Familie der Breitrüssler, die zur Überfamilie der Rüsselkäferartigen gehört. Als Trivialname wird häufig Großer Breitrüssler benutzt, dieser Name wird jedoch auch für den ähnlichen Käfer Platystomos albinus verwendet. Die beiden Käfer sind am einfachsten an der Länge der Fühler unterscheidbar, die bei Platyrhinus resinosus den Hinterrand des Halsschildes deutlich nicht erreicht, während er beim kleineren Platystomus albinus den Hinterrand des Halsschildes bei weitem überragt.
Die  Gattung Platyrhinus ist in Europa nur mit der Art resinosus vertreten. Als Synonyme zu resinosus werden costirostris, flavifrons, latirostris und oblongus genannt. Platyrhinus wurde zeitweise auch in der Form Platyrrhinus geschrieben.
Der Gattungsname Platyrhinus  ist von altgr. πλατύς "platýs" für "breit" und ῥίς  "rhis, rhinós" für "Rüssel" abgeleitet und bezieht sich auf den abgeplatteten Rüssel. Der Artname resinōsus (lat.) bedeutet "harzig".

## Merkmale des Käfers
Der abgeflacht walzenförmige Käfer (Abb. 1 – 3) ist mit einer Länge von acht bis fünfzehn Millimeter der größte mitteleuropäische Vertreter der Familie Breitrüssler. Die unregelmäßige Behaarung in verschiedenen erdigen Farben verstärkt den knorrigen Eindruck.
Kopf und Rüssel sind dicht hell behaart. Die Fühler sind bei beiden Geschlechtern gleich lang und reichen nur bis zur Mitte des Halsschilds.
Der stark abgeflachte Rüssel ist deutlich kürzer als an der Basis breit und nach vorn nur schwach erweitert. Sein Vorderrand ist gerade abgeschnitten, davor sind kräftige Oberkiefer sichtbar (Abb. 4). Die runden stark hervortretenden Augen sitzen seitlich am Kopf unterhalb der breiten und eingedrückten Stirn. Weit vor den Augen sind seitlich am Rüssel, von oben nicht sichtbar, die Fühler eingelenkt (Abb. 6). Die elfgliedrigen Fühler sind einheitlich dunkel, nicht gekniet, und enden in einer dreigliedrigen lockeren Keule.
Der flache und grob runzelige Halsschild ist oben eingedrückt. Die Einsenkung ist hinten durch eine markante, geschwungene Querleiste abgegrenzt, welche in der Mitte unterbrochen ist und seitlich nach vorn abbiegt (Abb. 5). Der Halsschild ist vorn etwa so breit wie der Kopf, nach hinten verbreitert er sich und erreicht in Höhe der Querleiste fast die Breite der beiden Flügeldecken gemeinsam. Hinter der Querleiste verschmälert er sich wieder.
Die Flügeldecken sind uneben gerippt und oben abgeflacht. Sie sind überwiegend dunkel in verschiedenen Tönen unruhig gemustert, wodurch der Käfer auf natürlichem Untergrund kaum auszumachen ist. Die Spitzen der Flügeldecken sind hell, ebenso die Basis der Flügeldecken vor den ausgeprägten Schultern. Außerdem tragen die Flügeldecken dünne, unregelmäßige helle Querlinien. Die Punktstreifen bestehen aus groben, unregelmäßig und locker stehenden Punkten und bilden nur annähernd gerade Linien. Der dritte Zwischenraum zwischen den Punktreihen ist rippenartig erhöht und endet in einer Beule (Abb. 3). Das Schildchen ist sehr klein.
Die dunklen Schienen sind doppelt hell geringelt. Die Tarsen sind viergliedrig. Sie erscheinen jedoch dreigliedrig, weil das zweite Tarsenglied tief dreieckig ausgeschnitten ist und das dritte, zweilappige Tarsenglied in diesem Ausschnitt liegt (Abb. 7). Die Krallen haben auf der Unterseite einen kleinen Zahn (in Abb. 2 bei voller Auflösung am Krallenpaar rechts unten gut erkennbar).
| |                        |
| Abb. 1: Oberseite | Abb. 2: Unterseite     |
| |                        |
| Abb. 3: Seitenansicht | Abb. 4: Frontalansicht |
| |                        |
| Abb. 6: Unterseite Kopf, Ausschnitt teilweise koloriert (links entspricht vorn) grün: Lippentaster blau: Kiefertaster ocker: Fühlerbasis |                        |
| Abb. 5: Halsschild, links Kopf |                        |
| |                        |
| Abb. 7: Hintertarsus |                        |

## Biologie
Der träge Käfer ist in den Sommermonaten (Juli, August) am häufigsten an verpilzten Buchenstümpfen bis in die subalpine Vegetationszone zu finden. Sein Vorkommen ist an klar begrenzte Bedingungen gebunden (stenotop). Es beschränkt sich auf Laubwälder, vorzugsweise mit Buchen. Dort findet man die Art an sonnenexponierte Lagen beispielsweise an Waldrändern oder in Parks. Die Tiere sind an besonders mit Ustulina vulgaris verpilzten Baumstümpfen und Holzklaftern zu finden, häufig zusammen mit dem anderen Großen Breitrüssler Platystomos albinus, und mit dem seltenen Alpenbock. Fundmeldungen liegen jedoch auch von Erlen, Eichen, Birken, Eschen, Tannen, und Fichten vor. In Schweden wird er häufig am Kohlen-Kugelpilz an verbrannten Laubholzstämmen gefunden. Bei Gefahr passiert es, dass sich der Käfer auf seinen Rücken legt und sich gewisse Zeit tot stellt.
Die Larven werden zu den Faulholzfressern (saproxylophag) gerechnet. Sie entwickeln sich in weißfaulem, noch hartem Holz oder in Pilzen.

## Verbreitung
Die Art ist in fast ganz Europa, Nordafrika und dem Nahen Osten verbreitet.